# 根瘤蚜
根瘤蚜（學名：Daktulosphaira  vitifoliae）是一種寄生於葡萄的害虫，會造成葡萄根的腐烂，令植株死亡。根瘤蚜原产于北美洲東部，因商旅關係帶回歐洲，现在已遍布世界各地，包括加拿大、法國、以色列及中國等。根瘤蚜是一種淺黃色的微型昆蟲，寄生於葡萄的根和葉，視乎其品種而定。基本上，會入侵葉的品種，只在北美發現。
1863年在法国发现根瘤蚜，在19世紀中至末期，約三分之二的葡萄園受根瘤蚜影響，仅在法国就造成的高达5000亿法郎的損失。1869年法國生物學家找到根瘤蚜源頭在美洲，於是利用接枝的方法種植葡萄，令蟲災得以控制。但1894年，由于西班牙的赫雷斯产区亦爆发了葡萄根瘤蚜虫灾害，令當地遭到沉重打击，大的葡萄种植园改种耐虫害品种，而大多数小种植园无法与灾害抗争，不得不永远荒废了他们的种植园。

## 圖庫

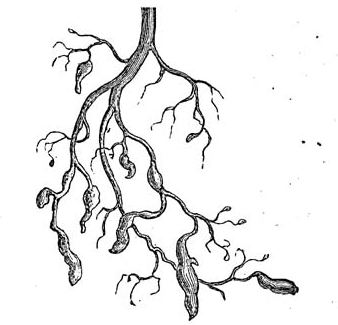
受感染葡萄根
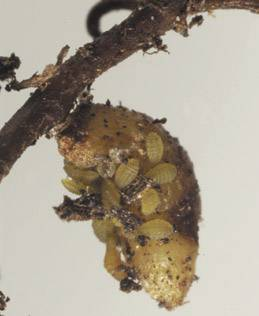
蟲癭（根）
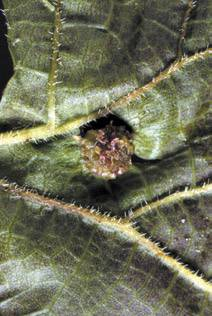
蟲癭（葉）

## 外部連結
- Web page of the Phylloxera and Grape Industry Board of South Australia（页面存档备份，存于）
- The Vine's Enemy: A profile of phylloxera drawn from the 2nd edition of The Oxford Companion to Wine